# Prefektura Okayama
Prefektura Okayama (jap. 岡山県 Okayama-ken) – prefektura usytuowana w regionie Chūgoku, w Japonii. Ze względu na małe opady deszczu, łagodny klimat i przeciętnie 277 dni słonecznych jest zwana Krainą Słońca. Jej stolicą jest miasto Okayama.

## Położenie
Prefektura leży w zachodniej części wyspy Honsiu (Honshū), we wschodniej części regionu Chūgoku. W północnej części prefektury leżą góry Chūgoku, w środkowej płaskowyż Kibi, a na południu, wzdłuż malowniczego wybrzeża Morza Wewnętrznego (Seto-naikai) – niziny.  
Góry Chūgoku dają początek trzem głównym rzekom prefektury: Yoshii (133 km), Asahi (142 km) i Takahashi (111 km).

## Miasta
W skład prefektury wchodzi 15 miast i są to:

- Akaiwa
- Asakuchi
- Bizen
- Ibara
- Kasaoka
- Kurashiki
- Maniwa
- Mimasaka
- Niimi
- Okayama
- Setouchi
- Sōja
- Takahashi
- Tamano
- Tsuyama

oraz 10 miasteczek i 2 wsie.

## Historia
W dawnych czasach na terenach obecnej prefektury Okayama (oraz częściowo prefektur: Hiroszima, Hyōgo i Kagawa) znajdowała się prowincja Kibi. W późniejszym czasie (VII wiek) podzielono ją na prowincje: Bitchū, Bizen i Bingo. W VIII wieku prowincja Mimasaka została wydzielona z prowincji Bizen. 
W wyniku reform administracyjnych przeprowadzonych w czasie restauracji Meiji (koniec XIX wieku) połączono je, tworząc prefekturę Okayama.

## Legenda
W czasach starożytnych w Kibi mieszkał oni (demon) o imieniu Ura. Ze swojego zamku Ki-no-jō (Zamek Diabła) w górach atakował wieśniaków i popełniał złe czyny. W rezultacie władca Yamato nakazał księciu Kibitsuhiko-no-Mikoto unicestwić Urę. Po zaciętej walce ranny Ura zamienił się w karpia, aby uciec, ale Kibitsuhiko-no-Mikoto przybrał postać kormorana, złapał i zabił Urę.
Legenda o unicestwieniu Ury przez Kibitsuhiko-no-Mikoto, opowiadana na tym terenie od pradawnych czasów, stała się podstawą słynnej opowieści ludowej o Momotarō (Brzoskwiniowym Chłopcu), znalezionym w brzoskwini (momo) przez parę bezdzietnych staruszków. Brzoskwinia była używana jako amulet do odpędzania zła i była uprawiana w Okayamie od czasów starożytnych. Legenda powstała w regionie Okayama i rozprzestrzeniła się szeroko. Ponadto, kasza jaglana używana jako składnik kibi-dango podarowanych przez Momotarō psu, małpie i bażantowi, podobno została nazwana na cześć Kibi. 
Powyższa legenda pokazuje wpływ Kibi na region. Znajdują się w nim ruiny, które rywalizują z tymi z regionu Kinai, a cylindryczne naczynia gliniane używane podczas uroczystości pogrzebowych były prawzorem figurek haniwa, które pojawiły się później (okres Kofun, 250–538 lub 300–562). Uważa się, że walka o wpływy między Kibi i Yamato mogła być przyczyną bitwy pomiędzy Urą i Kibitsuhiko-no-Mikoto.

## Chram Kibitsu
Chram shintō Kibitsu-jinja jest ściśle związany z postacią Momotarō, chłopca urodzonego z brzoskwini i wielkiego wojownika, bohatera jednej z najstarszych i najpopularniejszych japońskich opowieści, które znają wszystkie dzieci. Sama opowieść jest inspirowana legendą o księciu Kibitsuhiko-no-Mikoto, który podobno pokonał demona Urę w miejscu, w którym obecnie stoi chram.

## Kurashiki Bikan Historical Quarter w Kurashiki
Ta historyczna dzielnica miasta Kurashiki, znana z charakterystycznych białych ścian swoich rezydencji i wierzb rosnących wzdłuż brzegów rzeki Kurashiki, jest obszarem chronionym. Kurashiki prosperowało w XVII wieku jako miejsce docelowe transportu towarów. Obecnie oferuje zwiedzającym smak zachodnich wpływów zharmonizowanych z japońskim stylem.
Znajdują się tutaj liczne obiekty związane z tradycją i kulturą Japonii: 
- Ohara Art Museum to prywatne muzeum, symbol dzielnicy, prezentuje zachodnie dzieła światowej klasy w budynku stylizowanym na grecką świątynię;
- Plac Bluszczowy wyłożony czerwoną cegłą;
- reprodukcja fabryki włókienniczej niegdyś reprezentatywnej dla Kurashiki, zbudowanej na miejscu dawnej fabryki;
- Kurashiki Museum of Folkcraft mieści się w dawnych spichlerzach ryżowych z późnego okresu Edo, prezentuje przykłady rzemiosł ludowych z całego świata, w tym wyrobów: garncarskich, szklanych, kamiennych, tekstylnych i drewnianych;
- Kurashiki Archaeological Museum posiada kolekcję przedmiotów z obszaru Kibi (dzisiejsza Okayama i niektóre części Hiroszimy) sprzed dziesiątek tysięcy lat. Muzeum zostało otwarte w 1950 roku w  budynku 200-letniego spichlerza ryżowego. Oprócz przedmiotów ze starożytnej Japonii, znajdują się w nim również przedmioty m.in. ze starożytnego Peru i cywilizacji andyjskiej, starożytnego Iranu, starożytnych Chin.

Szczególnie popularnym celem turystów jest wycieczka łodzią po kanale Kurashiki. Zwiedzanie tej dzielnicy i poznawanie kultury można urozmaicić, zakładając kimono lub yukatę przed przechadzką po zabytkowych ulicach.

## Gospodarka
Okayama jest znaczącym producentem owoców, m.in.: brzoskwiń, winogron i gruszek-gigantów atago. Gęste lasy dostarczają drewna cyprysowego hinoki (Chamaecyparis obtusa). Prefektura znana jest również z nieszkliwionej glinianej ceramiki (bizen-yaki) o wyjątkowej fakturze oraz japońskich mieczy. Przemysł skoncentrowany w przybrzeżnej strefie dostarcza: produkty z ropy naftowej, chemikalia, wyroby z żelaza i stali, tekstylia (dżinsy, kimona), naturalny barwnik indygo, nylonowe sieci rybackie, sos ostrygowo-sojowy.  
Port Mizushima w Kurashiki posiada infrastrukturę do obsługi statków kontenerowych. W 1998 r. ukończono terminal cargo na lotnisku w Okayamie, który pomógł obsłużyć rosnący popyt na przewóz towarów z prefektury Okayama.
W skład infrastruktury lądowej wchodzi Wielki Most Seto (łączący Honsiu z Sikoku) oraz autostrady: San’yō Expressway i Seto-Chūō Expressway, krzyżujące się w Okayamie i łączące z sąsiadującymi prefekturami.

## Turystyka
- Zamek Okayama i ogród Kōraku-en (po drugiej stronie rzeki Asahi)
- Ruiny zamku Tsuyama i Kakuzan Park – park został utworzony na ruinach zamku Tsuyama, który został zbudowany 400 lat temu. Posadzono tam drzewa sakury i co roku organizuje się festiwal w porze ich kwitnienia
- Zamek Bitchū Matsuyama – został zbudowany w 1240 roku, znajduje się na szczycie góry na wysokości 430 m, co czyni go najwyższą twierdzą z istniejącą wieżą zamkową w Japonii.
- Ki-no-jō, Sōja – usytuowane na szczycie 400-metrowej góry ruiny obejmują ok. 2,8 km kamiennych murów i robót ziemnych, są pozostałością po zamku zbudowanym ponad 1300 lat temu. Wielkość i struktura ruin sugerują, że był on jednym z największych. Zamek jest znany jako sceneria opowieści ludowej o Momotarō.
- Yubara Onsen – miejscowość położona w znanym obszarze gorących źródeł, obecnie administracyjnie należy do miasta Maniwa
- Yunogō Onsen, Mimasaka – gorące źródła o ponad tysiącletniej historii, służące kąpielom terapeutycznym, popularne wśród kobiet ze względu na właściwości upiększające skórę
- Okutsu Onsen, Kagamino – kąpiel sprawia, że skóra staje się biała i gładka; od końca marca do początku grudnia w co drugą niedzielę i święta znaną atrakcją jest pokaz „prania deptaniem nogami” (ashibumi-sentaku), wykonywany na brzegu rzeki przez kobiety w kimonach
- Jaskinia Maki-dō, Niimi – jaskinia wapienna o długości ok. 450 m z podziemnym jeziorem, pomnik przyrody
- Jaskinia Ikura, Niimi – wapienna jaskinia, jedna z największych w zachodniej Japonii, ma długość 1,2 km i różnice wysokości do 90 metrów.
- Imbe (Bizen Pottery Village), Bizen – centrum ceramiki bizen-yaki, jednej z najstarszych form ceramiki w Japonii. Stare miasto Imbe jest pełne budynków z czerwonymi, ceglanymi kominami i ceramicznymi dachówkami bizen
- Okayama Prefectural Museum of Art, Okayama – posiada kolekcję dzieł sztuki o tematyce dot. prefektury, co miesiąc prezentuje japońskie obrazy, a co trzy miesiące zachodnią sztukę
- Okayama Orient Museum, Okayama – prezentuje ok. 4800 dzieł starożytnej sztuki orientalnej cywilizacji Mezopotamii i innych obszarów, głównie mozaiki z ceramiki, szkła i porcelany
- Bizen Osafune Sword Museum, Setouchi – jedno z niewielu muzeów miecza w Japonii, zwiedzający mogą poznać historię i proces produkcji[5]

## Galeria

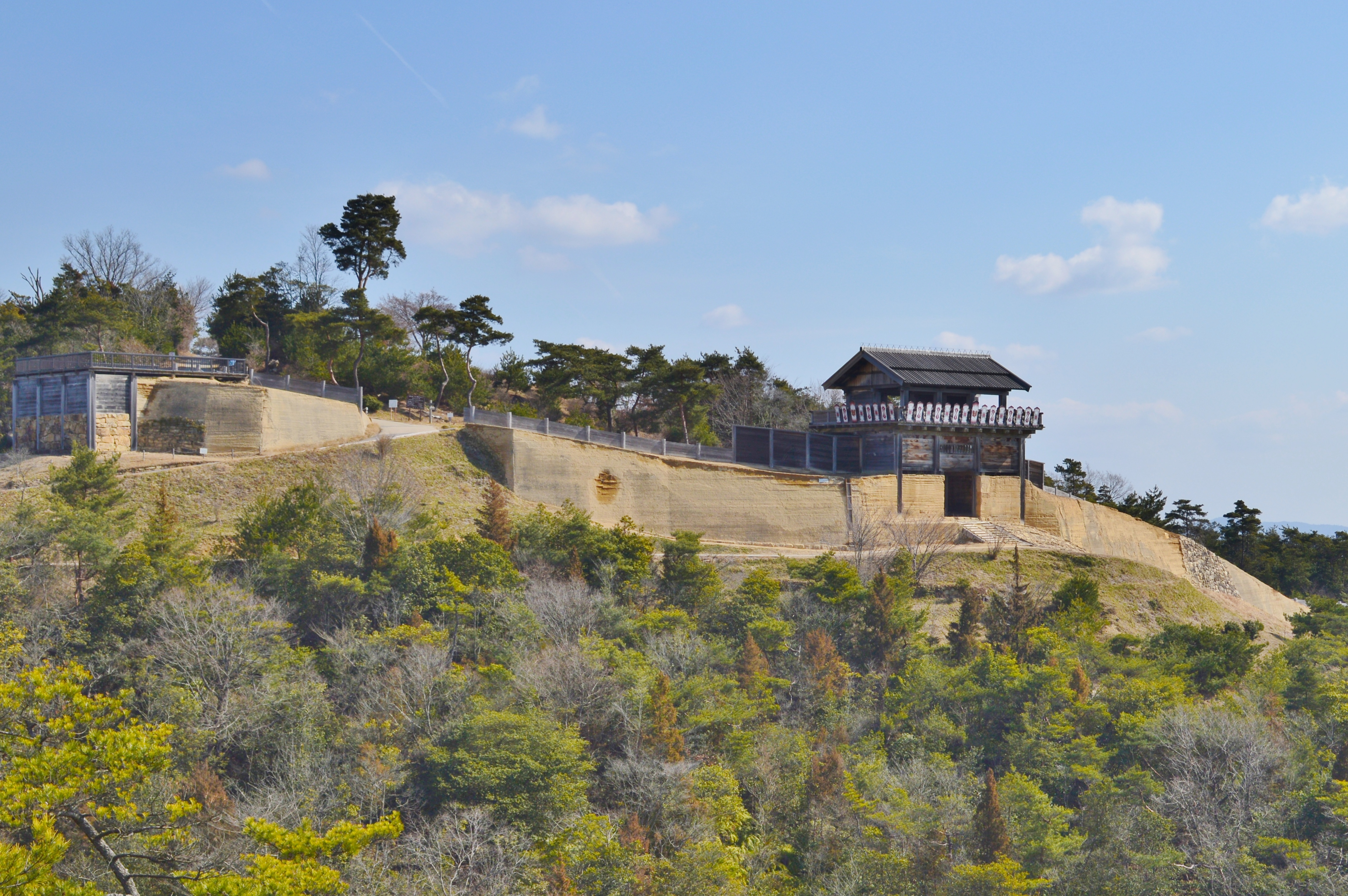
Zamek Ki-no-jō, odrestaurowana częściowo twierdza „demona” Ura w Sōja
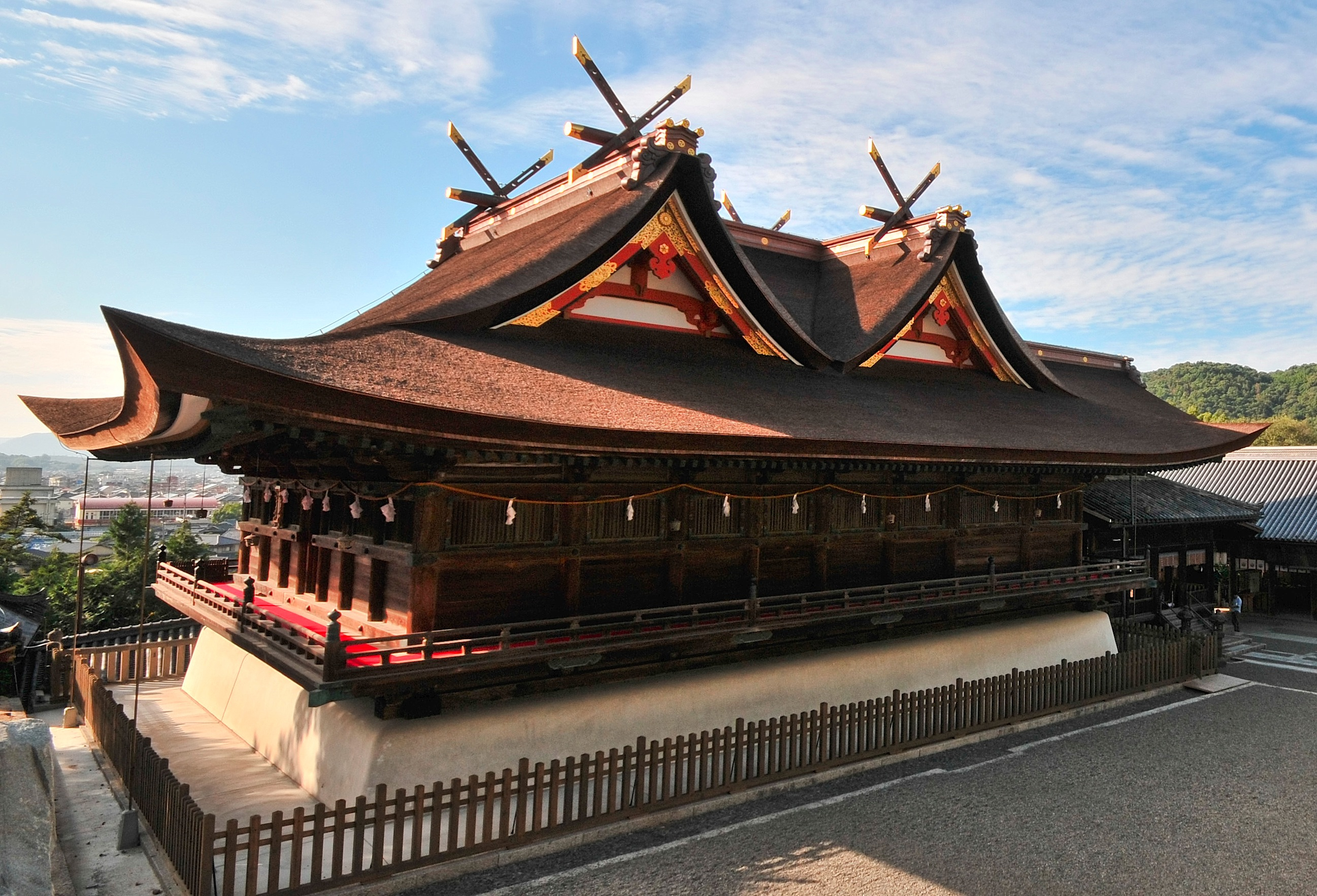
Kibitsu-jinja
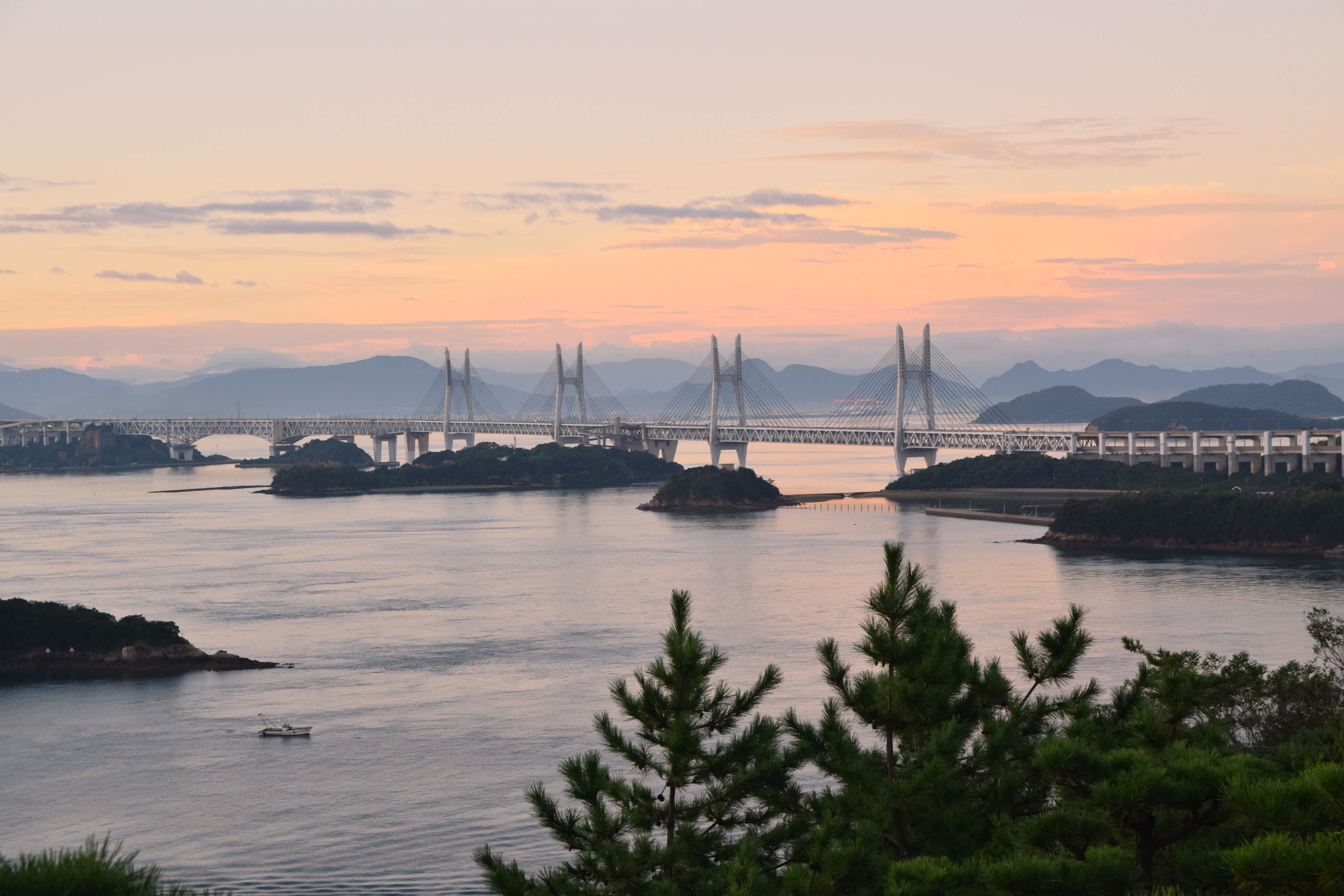
Most Seto o wschodzie słońca
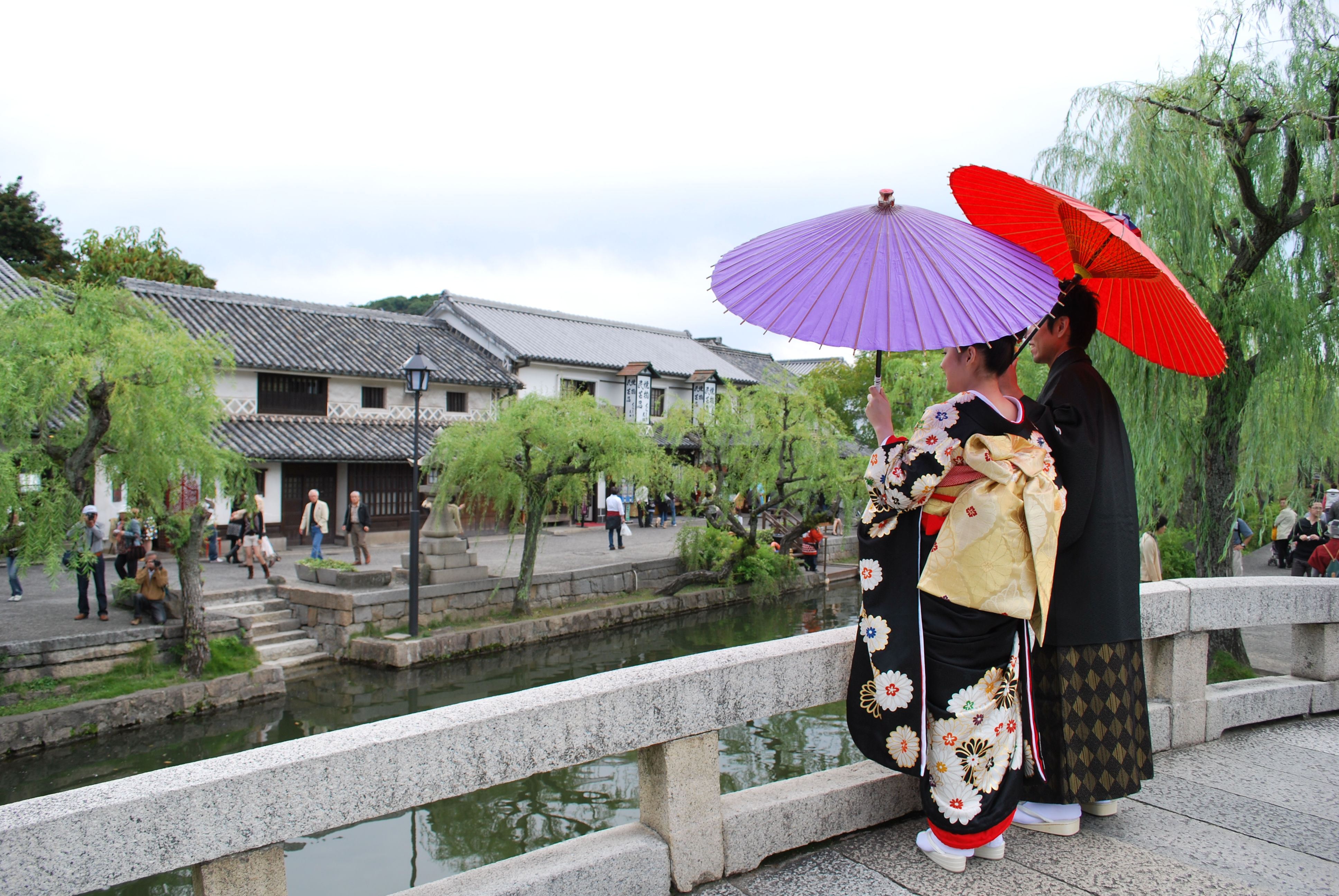
Kurashiki Bikan Historical Quarter